# Co ngắn chiều dài
Sự co ngắn chiều dài hay sự thu hẹp độ dài do vận tốc là một hệ quả của thuyết tương đối hẹp được Albert Einstein đề xuất năm 1905. Nội dung của hệ quả này là khi vận tốc càng tiếp cận tới vận tốc ánh sáng, quan sát viên quan sát chuyển động của vật sẽ thấy vật chuyển động ngắn đi. Nguyên nhân là do hệ số lorentz (thừa số đặc trưng cho sự co của không-thời gian) đạt giá trị lớn.
Vận tốc càng đạt giá trị lớn thì ta càng thấy hệ quả này hiện hữu rõ.

## Hệ số Lorentz
Hệ số Lorentz là nguyên nhân trực tiếp của hệ quả. Nó là thừa số dùng để miêu tả sự cong của không-thời gian tỉ lệ thuận với vận tốc của vật, ký hiệu bằng chữ y. Công thức tính là:
γ = (1 − v2/c2)−1/2
với y là hệ số lorentz
v là vận tốc của vật
c là hằng số vận tốc ánh sáng(c=299.792.458 m/s)
Thông thường vật không di chuyển thì y có giá trị là 1. Vận tốc càng tiếp cận gần vận tốc ánh sáng thì y sẽ có giá trị càng lớn và quan sát viên bên ngoài sẽ thấy quãng đường mà phi thuyền (giả sử vật là phi thuyền) đi sẽ ngắn đi và đồng hồ bên trong phi thuyền sẽ chạy chậm hơn đồng hồ của quan sát viên. Đó là sự thu hẹp độ dài và sự giãn nở thời gian